# 高專1線
高專1線，又名西岸道路、環湖路，位於台灣高雄市的一條專用公路。起點位於高雄市鳥松區澄清湖水族館，與市道183乙線相接；終點於高雄市鳥松區環湖路出口。全長4.16公里。與市道183乙線組成一澄清湖畔之環狀道路。

## 路線說明
高雄市
- 鳥松區：水族館0.0k（起點， 市道183乙線澄清路岔路）→ 西岸道路 → 攬秀樓（ 高57線岔路）→ 文前路 → 東岸（ 高56線文前路岔路） → 環湖路 → 環湖路出口（終點， 市道183乙線大埤路岔路）

## 沿線地標、設施
- 澄清湖
- 甘霖橋
- 甘泉橋
- 中興塔
- 攬秀樓
- 澄清寺

## 交會公路
- 市道183乙線（澄清路、大埤南路、大埤路）
- 高57線（大全路）
- 高56線（文前路）

## 歷史
1966年時即編為專用公路「大貝湖環湖線」，1976年改編高專1線（澄清湖環湖道路線）至今。